# Мащенко, Руслан Михайлович
Русла́н Миха́йлович Ма́щенко (11 ноября 1971, Воронеж) — российский легкоатлет, заслуженный мастер спорта.

## Карьера
В детстве Руслан занимался разными видами спорта — футболом, греблей, парусным спортом, борьбой и тяжёлой атлетикой. В третьем классе увлёкся лёгкой атлетикой и через несколько лет попал в СДЮСШОР № 5, где тренировался под руководством Александра Дмитриевича Стрыгина и Юрия Сергеевича Фетисова. До девятого класса бегал короткие дистанции, 60 и 110 метров с барьерами. В это время выполнил норматив мастера спорта. Но незадолго до окончания школы по совету тренеров Мащенко перешёл на бег на 400 метров с барьерами. В 1993 году попал в состав сборной России.
В 1994 на чемпионате Европы Руслан занял седьмое место в полуфинальном забеге. Через год на мировом первенстве в финале стал четвёртым. В 1996 на Олимпиаде участвовал в забегах на 400 метров с барьерами и в эстафете 4×400 метров, но в финалы не попал. В 1997 стал финалистом чемпионата мира, а в 1998 выиграл первые награды — на чемпионате Европы в помещении и чемпионате Европы стал первым и вторым. В том же году он установил два национальных рекорда — в беге на 400 метров в помещении и в беге на 400 метров с барьерами. Через год на соревновании Pirkkahall в Тампере установил европейский рекорд в беге на 300 метров с барьерами. В 2000 на Олимпийских играх Мащенко вновь не удалось попасть в финалы барьерного бега и эстафеты. В 2001 на зимнем чемпионате мира сборная России в составе Александра Ладейщикова, Руслана Мащенко, Бориса Горбаня и Андрея Семёнова установила рекорд страны в эстафете 4×400 метров. На чемпионатах мира 2001 и 2003 года Руслан вновь остался без финалов.
После афинской Олимпиады Мащенко пробовал свои силы в бобслее, в течение года тренировался со сборной России. В 2008 из-за травмы завершил карьеру и стал тренером. С 2019 года назначен на должность старшего тренера группы спринта сборной России по лёгкой атлетике.

## Личная жизнь
В 1993 году окончил Воронежский государственный институт физической культуры. Женат на девушке по имени Ольга, имеет двух сыновей и дочь.